# Diabelskie szczęście
Diabelskie szczęście – polski film obyczajowy z 1985 roku.

## Obsada aktorska
- Franciszek Trzeciak − Franciszek Mazur
- Renata Husarek − Irena Kownacka
- Tatiana Sosna-Sarno − Ewa Mazur
- Józefa Trzeciak − Józefa Mazur
- Bartłomiej Trzeciak − Bartek Mazur
- Barbara Bargiełowska − Kalina
- Władysław Dewoyno − Notariusz
- Dobrosław Mater − Pijak
- Czesław Przybyła − Nowak
- Remigiusz Rogacki − dyrektor teatru
- Włodzimierz Adamski − gość u ordynatora